# 新界區專線小巴73線

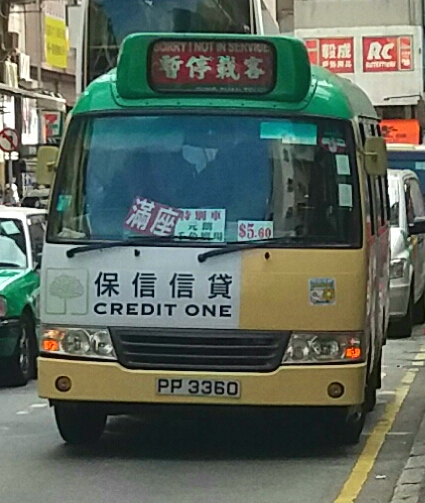
新界區專線小巴73線的元朗千色店特別班次

新界專線小巴73線是由恆津營運的一條元朗區專線小巴線，來往朗屏西鐵站及崇山新村，經十八鄉的蝶翠峰、菁雅苑等。

## 簡介及歷史
- 1986年8月16日：73線投入服務，初時來往福德街及崇山新村（唐園）。[1]
- 1987年12月18日：配合元朗（福康街）小巴總站啟用，總站遷往該處。[2]
- 2003年12月7日：為配合九廣西鐵通車，元朗市區的總站由福康街遷至朗屏西鐵站。
- 2014年2月16日：增設特別班次循環來往大樹下東路（大旗嶺）及教育路。
- 2015年9月5日：為配合朗屏站（南）公共運輸交匯處因上蓋發展項目工程而與永久封閉，總站遷往媽橫路近屏昌徑，朗屏站B1出口旁。[3][4]

## 服務時間及班次
- 由朗屏站開出：
  - 每天：05:45-22:00（8-15分鐘一班）
- 由崇山新村開出：
  - 每天：06:05-22:15（8-15分鐘一班）

塘頭埔村晨早區間班次
- 每天：07:00-09:15（10分鐘一班）

## 行車路線
一般班次

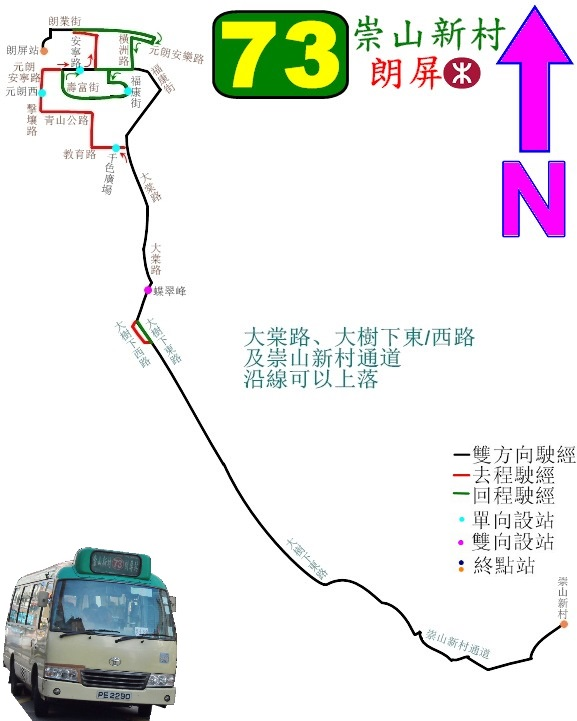
73線的走線圖

- 往崇山新村方向途經：媽橫路、屏會街、元朗安寧路、同樂街、福德街、福康街、同樂街、元朗安寧路、西堤街、谷亭街、大棠路、大樹下東路及連接崇山新村的未命名道路
- 往朗屏站方向途經：連接崇山新村的未命名道路、大樹下東路、大旗嶺路、大棠路、教育路、元朗康樂路、青山公路－元朗段、擊壤路、元朗安寧路、大橋路、元朗安樂路及媽橫路

塘頭埔村晨早區間班次
- 途經：阜財街、又新街、合益路、大棠路、大樹下東路、迴旋處、大樹下西路、行車橋、大樹下東路、塘頭埔村（掉頭）、大樹下東路、行車橋、大樹下西路、大棠路、合益路、合財街及阜財街。

綠色字為鄉郊路段，不影響行車安全時沿途皆可上落客。

## 收費
- 全程收費：$6.1
- 塘頭埔村往返崇山新村(雙向分段)：$3.9

## 客量
隨著大棠路一帶不斷有私人豪宅屋苑入伙，以及九廣西鐵（現稱港鐵屯馬線）通車，本路線地位更形重要，在早上繁忙時間常出現供不應求的情況。

## 外部連結
- 運輸署：新界區專線小巴第73號線之路線資料及獲准上落客地點
- 運輸署：新界區專線小巴第73號線之路線資料及獲准上落客地點（塘頭埔班次）
- 運輸署：新界區專線小巴第73號線之路線資料及獲准上落客地點（大旗嶺班次）
- 681巴士總站：新界小巴73 （页面存档备份，存于）
- 小巴薈：新界區專線小巴73號線 （页面存档备份，存于）